# Helan
För andra betydelser, se Sven Helin eller Helan och Halvan.
Helan är ett härad som lyder under Yinchuans stad på prefekturnivå i den autonoma regionen Ningxia i nordvästra Kina.